# Запис Јовановића орах (Драгово)
Запис Јовановића орах (Драгово) се налази на парцели чији је власник Јовановић Живорад.

## Локација
| Општина             | Рековац                                                                     |
| Катастарска општина | Драгово                                                                     |
| Потес               | Горњи парлог                                                                |
| Координате          | 43° 47′ 50″ С; 21° 05′ 00″ И / 43.797199999999997° С; 21.083300000000001° И |
| Надморска висина    | 390m                                                                        |

## Карактеристике
Дендрометријске вредности утврђене на терену и сателитским снимцима:
| Стабло                     | Орах |
| Висина стабла              | m    |
| Обим дебла                 | m    |
| Пречник крошње             | 0m   |
| Пречник дебла              | m    |
| Висина дебла до прве гране | m    |

## База записа
Запис је у оквиру Викимедија пројекта "Запис - Свето дрво" заведен под редним бројем 0220.